# Marija Gavrilovna Savina
Marija Gavrilovna Savina (in russo Мария Гаври́ловна Са́вина?; Kam"janec'-Podil's'kyj, 1854 – Pietrogrado, 21 settembre 1915) è stata un'attrice teatrale russa, annoverata tra gli interpreti che hanno reso celebre il teatro realistico russo insieme a Davydov e Varlamov.

## Biografia

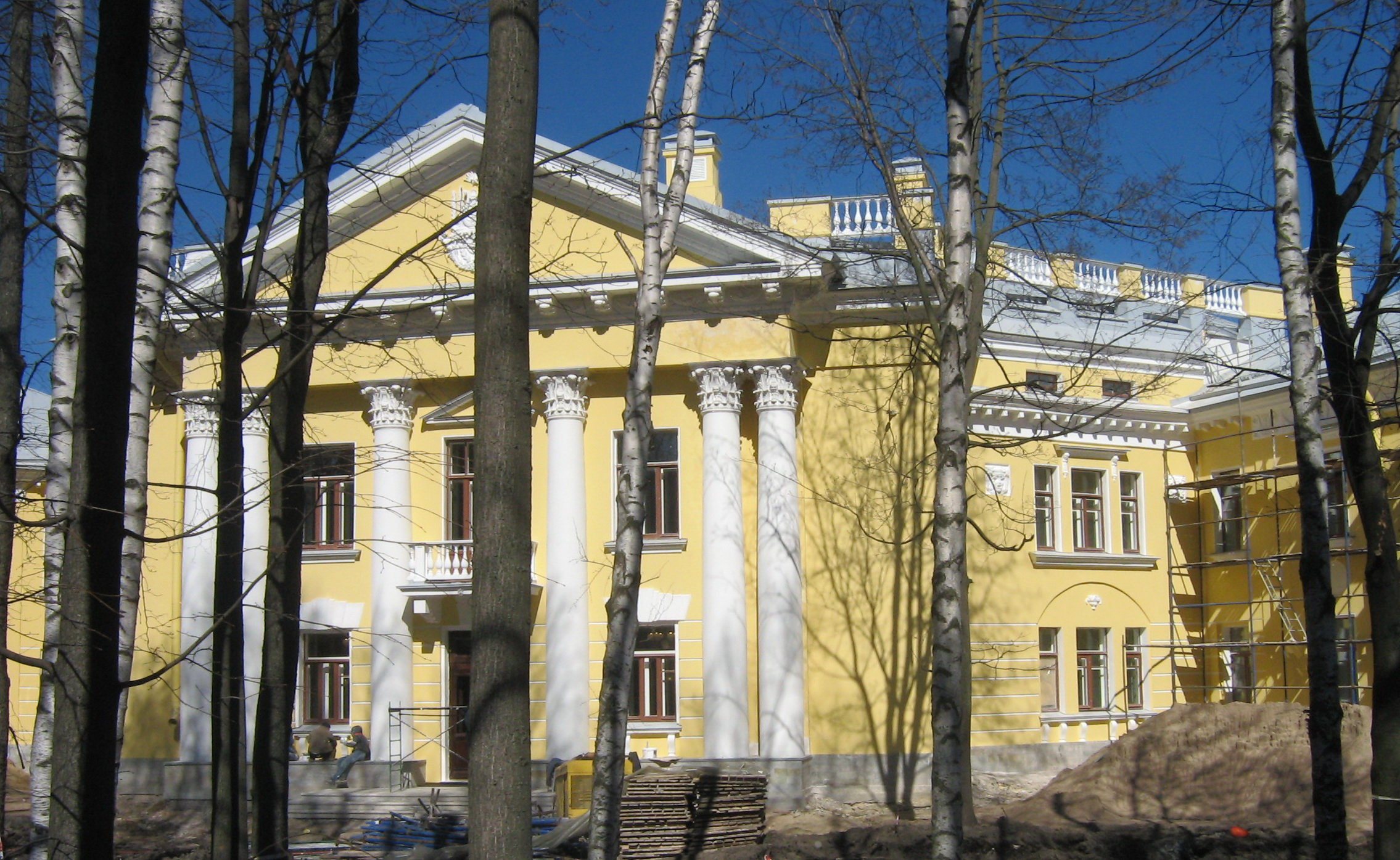
Il Dom veteranov Stseny, la casa per veterani di San Pietroburgo dedicato all'attrice che l'ha fondata

Nacque nell'odierna Ucraina nel 1854 come figlia d'arte, in quanto suo padre era un attore. Fece il suo debutto all'età di 8 anni o nel 1869 a Minsk. Da Minsk, la sua carriera la portò in giro nella zona in località quali Charkov, Kaluga, Nižnij-Novgorod e Kazan'. A Kaluga sposò l'attore Savin da cui il suo cognome. Recitò nelle compagnie di Michail Valentinovič Lentovskij e Pëtr Michajlovič Medvedev, tra le altre. Dal 1874, lavorò all'Aleksandrinskij Teatr di San Pietroburgo. Lì interpretò opere di Ostrovskij (che le affidava ruoli in molte delle sue nuove opere), Gogol', Tolstoj, Turgenev (di cui era amica) e Čechov e, grazie alla sua «eccezionale forza realistica», ne divenne la prima donna. Affrontò anche ruoli scritti da drammaturghi stranieri e/o moderni quali Lope de Vega, Shakespeare, Ibsen e Sudermann. Nel 1899 si esibì anche all'estero (Berlino e Praga) con successo.
Nel suo vasto repertorio esprimeva una «drammaticità perfetta» dal «punto di vista psicologico e mimico», nonché una «deliziosa femminilità», che incontravano anche i favori del pubblico. Riusciva a trasmettere, anche attraverso i silenzi e le pause, i drammi interiori delle sue eroine. Negli anni 1910 interpretò anche ruoli comici di donne borghesi o di provincia.
Si dedicò al mondo del teatro anche fuori dal palco, entrando nell'organizzazione di società teatrali e congressi, facendosi paladina dei diritti e degli interessi degli attori, fino a fondare a San Pietroburgo un ospizio per artisti anziani nel 1896, che in futuro sarebbe stato intitolato a lei stessa. Morì il 21 settembre (8 settembre secondo il calendario giuliano) 1915 a San Pietroburgo. Nel 1983 fu pubblicato postumo un suo libro di memorie.

## Teatrografia parziale
- Un mese in campagna di Ivan Sergeevič Turgenev – Natal'ja Petrovna/Vera Aleksandrovna[3]
- Lo scapolo di Ivan Sergeevič Turgenev – Maša[3]
- Una sera a Sorrento di Ivan Sergeevič Turgenev – Maša[3]
- La provinciale di Ivan Sergeevič Turgenev – Dar'ja Ivanovna[3]
- Un nido di nobili di Ivan Sergeevič Turgenev – Liza[3]
- L'ispettore generale di Nikolaj Vasil'evič Gogol' – Marya Antonovna[3]
- La potenza delle tenebre di Lev Tolstoj – Akulina[2][3]
- Čad žizni di Boleslav Michajlovič Markevič – Ol'ga Ranceva[3]
- Simfonija ("Sinfonia") di Modest Il'ič Čajkovskij – Elena Protič[3]
- Cepy ("Catene") di Aleksandr Ivanovič Južin – Nina Volinceva[3]

## Opere
- (RU) Marii︠a︡ Gavrilovna Savina, Goresti i skitanii︠a︡ (zapiski 1854-1877), su Open Library, Izd-vo "Iskusstvo", Leningradskoe otd-nie, 1983. URL consultato il 12 marzo 2023.